# Campeonato Europeo de Tiro con Arco al Aire Libre de 1996
El XIV Campeonato Europeo de Tiro con Arco al Aire Libre se celebró en Kranjska Gora (Eslovenia) entre el 17 y el 23 de junio de 1996 bajo la organización de la Unión Europea de Tiro con Arco (WAE) y la Federación Eslovena de Tiro con Arco.

## Resultados

### Masculino
| Evento                    | Oro                                                                  | Plata                                                       | Bronce                                                  |
| ------------------------- | -------------------------------------------------------------------- | ----------------------------------------------------------- | ------------------------------------------------------- |
| Arco recurvo individual   | Balzhinima Tsyrempilov · Rusia                                       | Ilario Di Buò · Italia                                      | Damien Letulle Francia                                  |
| Arco recurvo por equipo   | Balzhinima Tsyrempilov · Bair Badionov · Guennadi Mitrofanov · Rusia | Matteo Bisiani · Michele Frangilli · Ilario Di Buò · Italia | Sébastien Flute Lionel Torres Damien Letulle Francia    |
| Arco compuesto individual | Simon Tarplee Reino Unido                                            | Antonio Tosco · Italia                                      | Tibor Ondrik · Hungría                                  |
| Arco compuesto por equipo | Mario Ruele · Antonio Tosco · Michele Palumbo · Italia               | Péter Fehér · Tibor Ondrik · János Povázson · Hungría       | Stéphane Guillard Gérard Douis Daniel Schneider Francia |

### Femenino
| Evento                    | Oro                                                              | Plata                                                             | Bronce                                                                    |
| ------------------------- | ---------------------------------------------------------------- | ----------------------------------------------------------------- | ------------------------------------------------------------------------- |
| Arco recurvo individual   | Natalia Nasaridze Turquía                                        | Natalia Valeeva Moldavia                                          | Elif Altınkaynak Turquía                                                  |
| Arco recurvo por equipo   | Giovanna Aldegani · Giuseppina Di Blasi · Paola Fantato · Italia | Nataliya Biluja · Lina Herasymenko · Olena Sadovnycha · Ucrania   | Loedmila Arzjannikova · Sjan van Dijk · Christel Verstegen · Países Bajos |
| Arco compuesto individual | Petra Ericsson · Suecia                                          | Bernarda Zemljak Eslovenia                                        | Anna Campagnoli · Italia                                                  |
| Arco compuesto por equipo | Petra Ericsson · Ulrika Sjöwall · Pernilla Svensson · Suecia     | Fabiola Palazzini · Barbara Bettinelli · Anna Campagnoli · Italia | José Vogels · Marjon Pigney · Annemarie Puts · Países Bajos               |

## Medallero
| Núm. | País         | Oro | Plata | Bronce | Total |
| ---- | ------------ | --- | ----- | ------ | ----- |
| 1    | Italia       | 2   | 4     | 1      | 7     |
| 2    | Rusia        | 2   | 0     | 0      | 2     |
| 2    | Suecia       | 2   | 0     | 0      | 2     |
| 4    | Turquía      | 1   | 0     | 1      | 2     |
| 5    | Reino Unido  | 1   | 0     | 0      | 1     |
| 6    | Hungría      | 0   | 1     | 1      | 2     |
| 7    | Eslovenia    | 0   | 1     | 0      | 1     |
| 7    | Moldavia     | 0   | 1     | 0      | 1     |
| 7    | Ucrania      | 0   | 1     | 0      | 1     |
| 10   | Francia      | 0   | 0     | 3      | 3     |
| 11   | Países Bajos | 0   | 0     | 2      | 2     |
|      | TOTAL        | 8   | 8     | 8      | 24    |